# Fernando Sousa
Fernando Manuel Gomes de Sousa (Luanda, 4 de agosto de 1967) é um ex-futebolista angolano que atuava como meio-campista.

## Carreira de jogador
É o jogador que mais vezes atuou pelo Campomaiorense, onde jogou entre 1989 e 2000 - foram 262 partidas e 14 gols no período, vencendo a Segunda Liga em 1996–97 e a Segunda Divisão B (terceiro nível do futebol português) de 1991–92, além de um vice-campeonato da Taça de Portugal, em 1998–99. Jogou anteriormente por Vitória, Oriental e Sporting CP nas categorias de base, iniciando sua carreira profissional no Alverca, em 1986.
Após deixar o Campomaiorense, Fernando Sousa atuou ainda por O Elvas e Benavilense, na terceira divisão, encerrando a carreira em 2004.

## Seleção Angolana
Pela Seleção Angolana de Futebol, Fernando Sousa disputou 13 partidas, fazendo um gol na partida contra o Togo emabril de 1997, pelas eliminatórias da Copa de 1998. Participou de uma edição da Copa Africana de Nações, em 1998, disputando os 3 jogos dos Palancas Negras, que caíram na primeira fase.

## Títulos
Campomaiorense
- Segunda Liga: 1 (1996–97)
- Segunda Divisão B: 1 (1991–92)